# ガフの部屋
ガフの部屋（ガフのへや、chamber of guf）とは、ヘブライ人の伝説にある、神の館にある魂の住む部屋のこと。ガフ（guf）はヘブライ語で体を意味する。

## 伝説の内容
この世に生まれてくるすべての子供達は、この部屋で魂を授かり生まれてくる。スズメはこのガフの部屋から降りてくる魂を見ることができるとされ、スズメのさえずりは子供が誕生する前兆である。また、魂がガフの部屋からなくなると、魂を持たない子供が生まれスズメは鳴くのをやめてしまう。そのため、スズメがさえずるのをやめるのは世界の破滅の前兆とされる。

## 引用された作品
- 新世紀エヴァンゲリオン - 魂を持たぬまま水槽に浮く多数の「綾波レイ」たちを前に、赤木リツコが「ガフの部屋は空っぽだった」と発言している。
- ルドラの秘宝 - 冥界に存在する魂の再生装置が置かれた場所が「ガフの間」と呼ばれる。
- 第七の予言